# آشیم (بیله‌سوار)
آشیم (به لاتین: Ashim) یک منطقه مسکونی در جمهوری آذربایجان است که در شهرستان بیله‌سوار (جمهوری آذربایجان) واقع شده است.